# Kuryłówka (obwód winnicki)
Kuryłówka (ukr. Курилівка, trb. Kuryliwka) – wieś na Ukrainie, w obwodzie winnickim, w rejonie chmielnickim. Według danych na rok 2001 miejscowość zamieszkiwało 797 mieszkańców, a gęstość zaludnienia wyniosła 241,52 os./km².

## Historia
Wieś należała do starostwa chmielnickiego. W 1616 jej właścicielem był Mikołaj Struś, starosta chmielnicki. W 1795 Kuryłówka została podarowana księciu Aleksandrowi Biezborodce. Kolejnymi posiadaczami, na przełomie XVIII i XIX w., byli Iwanowscy, m.in. Dionizy Iwanowski, brat Piotra Iwanowskiego. W 1860 urodził się tutaj Ignacy Jan Paderewski.

## Pałac
W Kuryłówce znajdował się pałac wybudowany w XIX w. w stylu klasycystycznym przez Dionizego Iwanowskiego lub jego ojca; pałac znany jest tylko z rysunków Napoleona Ordy. Majątek Kuryłówka, nad rzeką Boh, który nazywano "Puławami Podolskimi", był centrum ruchu umysłowego. Bywali tu znani politycy, artyści i, zaangażowani społecznie, ziemianie. Trafił tu, w 1917 r., Stanisław Stempowski, w czasie zenitu gorączki rewolucyjnej. Przyjechał, by ratować bibliotekę, archiwa i dzieła sztuki zbierane przez pokolenia. Część zbiorów zdołał wywieźć do pobliskiej Winnicy. Ogromny obraz autorstwa Henryka Siemiradzkiego pt. Taniec wśród mieczów, którego, z powodu dużych rozmiarów, nie udało się przewieźć na wozie, Stempowski niósł na plecach aż do najbliższego miasteczka, by później przewieźć go, na dachu limuzyny, do muzeum miejskiego w Kijowie. Dziś obraz, prawdopodobnie, znajduje się w Galerii Tretiakowskiej w Moskwie.

## Klimat
Średnia temperatura wynosi 8 °C. Najcieplejszym miesiącem jest lipiec (22 °C), a najzimniejszym grudzień (–10 °C). Średnia suma opadów wynosi 830 milimetrów rocznie. Najbardziej wilgotnym miesiącem jest maj (100 milimetrów opadów), a najbardziej suchym jest październik (41 milimetrów opadów).

## Wielcy związani z Kuryłówką
W Kuryłówce znajdował się majątek rodziny Paderewskich. Tu przyszedł na świat Ignacy Jan Paderewski pierwszy premier II Rzeczpospolitej, wybitny pianista, kompozytor,  mąż stanu i polityk, dzięki któremu Polska odzyskała niepodległość po zaborach. 
W Kuryłówce spoczywa  matka Paderewskiego, Poliksena z domu Nowicka, córka Zygmunta, filomaty.